# خط شبه منحرف
الخط شبه المنحرف (بالإنجليزية: Trapezoid line)‏ أو (بالإنجليزية: trapezoid ridge, or oblique)‏ هو حرف مائل يجري من الحديبة المخروطية إلى الأعلى و بميل إلى الاتجاه الوحشي ، ويرتكز عليه الرباط شبه المنحرف على السطح الأسفل من الترقوة.